# تویوتا کورولا (ای۹۰)
تویوتا کورولا (ای۹۰) (Toyota Corolla (E90)) خودرویی است که در سال‌های ۱۹۸۷ تا ۱۹۹۲ در کانادا، ایالات متحده آمریکا، تویوتا، آیچی، ژاپن، دوربان، آفریقای جنوبی، فیلیپین، اندونزی و استرالیا تولید شده‌است.
طراحی آن موتور جلو، خودرو محور جلو، خودرو چهار چرخ محرک بوده‌است.

## نگارخانه

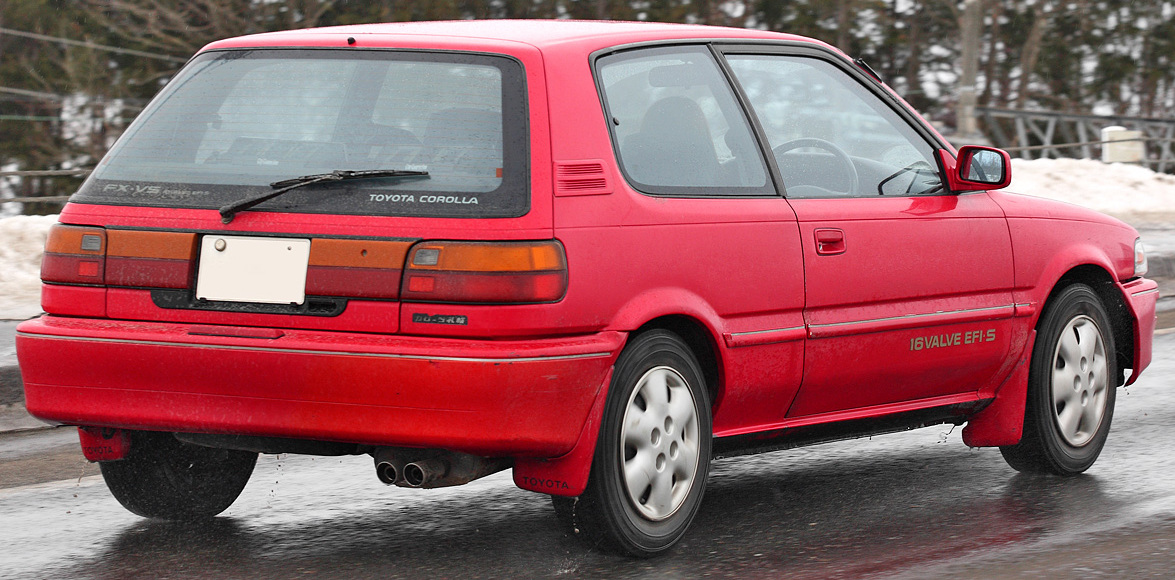
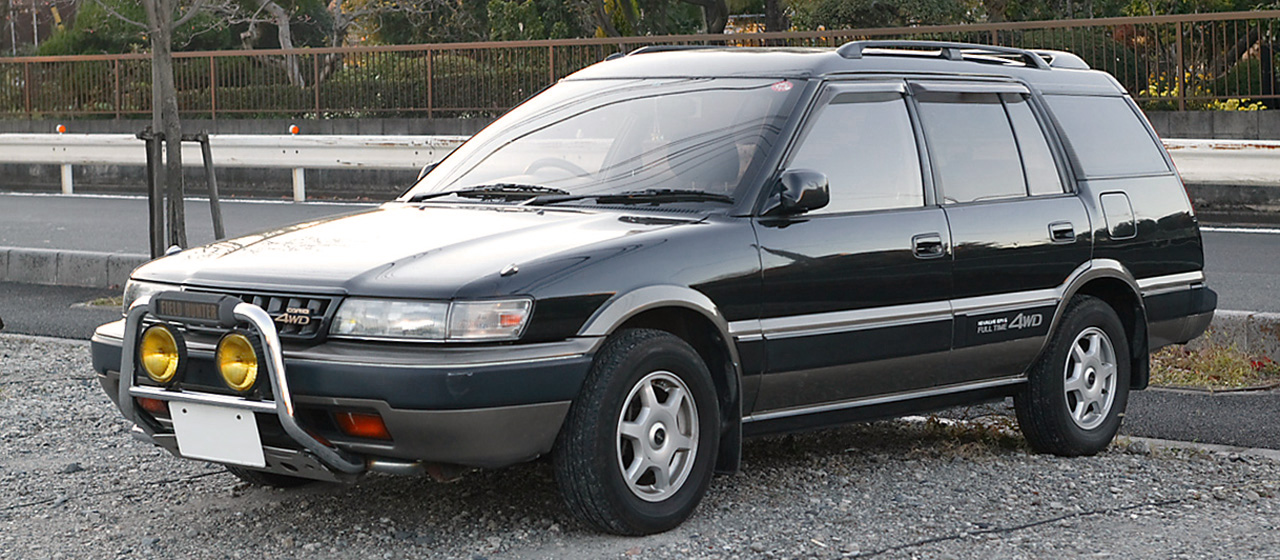